# Anisozyga albilauta
Anisozyga albilauta är en fjärilsart som beskrevs av W. Warren 1897. Anisozyga albilauta ingår i släktet Anisozyga och familjen mätare. Inga underarter finns listade i Catalogue of Life.